# Neptunes (album)
Neptunes is het debuutalbum van Jerome Froese als soloartiest. Hij leverde al eerder albums op met Tangerine Dream, de band van zijn vader Edgar Froese, waarin Jerome een stevige invloed had. Kennelijk liepen de meningen over de muzikale toekomst na verloop van tijd uit elkaar, want Jerome ging het solo proberen. Eerst volgden er twee ep's, die de dorst naar het maar steeds uitgestelde Neptunes levend moesten houden.
C8 H10 N4 O2 en Radio Pluto, de bedoelde twee ep's, kwamen al dan niet bewerkt terug op Neptunes.
Jerome Froese had zich dan wel los gemaakt van Tangerine Dream, de muziek van beide sloot nog naadloos bij elkaar aan. De hoes was een ontwerp van Monica Froese, de moeder van Jerome en vrouw van Edgar.

## Musici
- Jerome Froese – gitaar, synthesizers, elektronica

## Muziek
| Nr. | Titel                                    | Duur  |
| --- | ---------------------------------------- | ----- |
| 1.  | Radio Pluto                              | 7:32  |
| 2.  | Friendship 7                             | 10:38 |
| 3.  | The fade from death to afterlife         | 4:34  |
| 4.  | My reality at 52 degrees of latitude     | 5:49  |
| 5.  | Sky girls                                | 6:32  |
| 6.  | Decoding with Celine                     | 10:15 |
| 7.  | Through the moving light                 | 5:23  |
| 8.  | A room in the house closed to the public | 6:35  |
| 9.  | C8 H10 N4 O2 (Re-stirred 2005)           | 7:36  |
| 10. | The murder mystery dinner train          | 6:58  |
| 11. | At Marianas Trench                       | 5:20  |
| 12. | 40 Sublunary seconds                     | 0:41  |